# Mongolske pege
Mongolske pege je prvi roman slovenskega kantavtorja Zorana Predina, ki je izšel leta 2020 pri založbi Litera.

## Zgodba
Gre za večplastni roman, ki zajema dve časovni perspektivi ene družine. Sestavljata ga dve ločeni zgodbi. Ena zgodba opisuje čas med turškimi vpadi v 16. stoletju do protestantizma, druga pa sodobnost, od povojnih let pa vse do danes. Roman nima izrazitega glavnega junaka, saj se v njem prepletajo zgodbe posameznikov istega družinskega drevesa. Začne se s prednico Zmaga Dimca, Dušo, ki jo posilijo turški vojaki med obleganjem Maribora, konča pa se z zgodbo njegove vnukinje, hčere Gorazda Dimca, Brino. 

## Slog in vpliv
Knjigo kljub resni tematiki prežema dobrodušni, gogoljanski humor, ki pa samo odpira neka vrata in lahko bralca nasmeje v smrtno resnih stvareh, ki so v nas samih. Navdih za predinov roman je bil roman Mojster in Margareta, kar avtor priznava že od izida knjige.